# Marina City
A Marina City vegyes használatú kereskedelmi és lakóépület-komplexum Chicago központjában, a Chicago folyó északi partján. A két, 179 méter magas, 65 emeletes, kukoricacső alakú tornyot 1959-ben tervezték és 1964-re készültek el.
Kb. 1400 lakója van és 18 cég működik itt.

## Képek

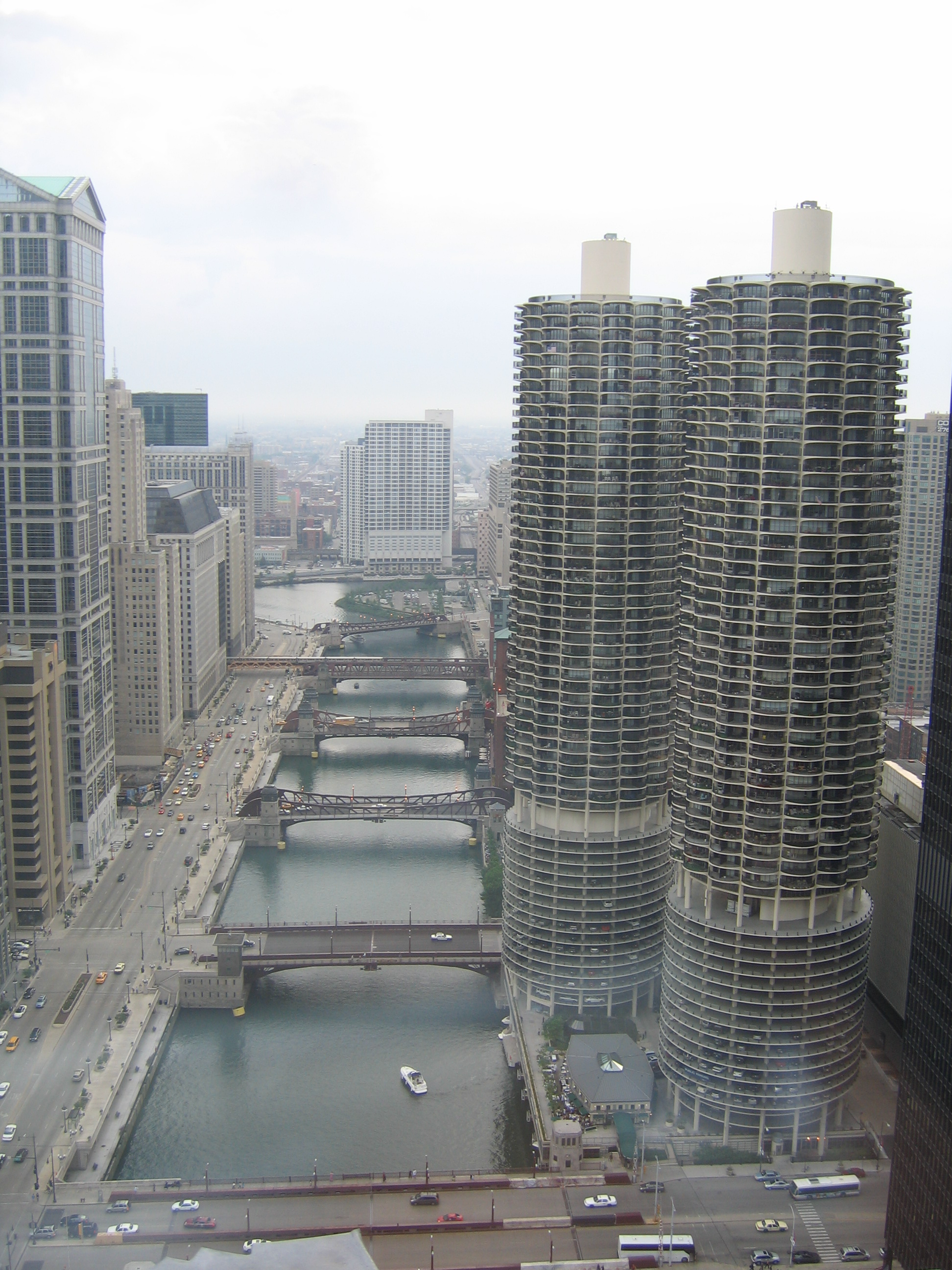
A Marina City a Chicago folyó partján
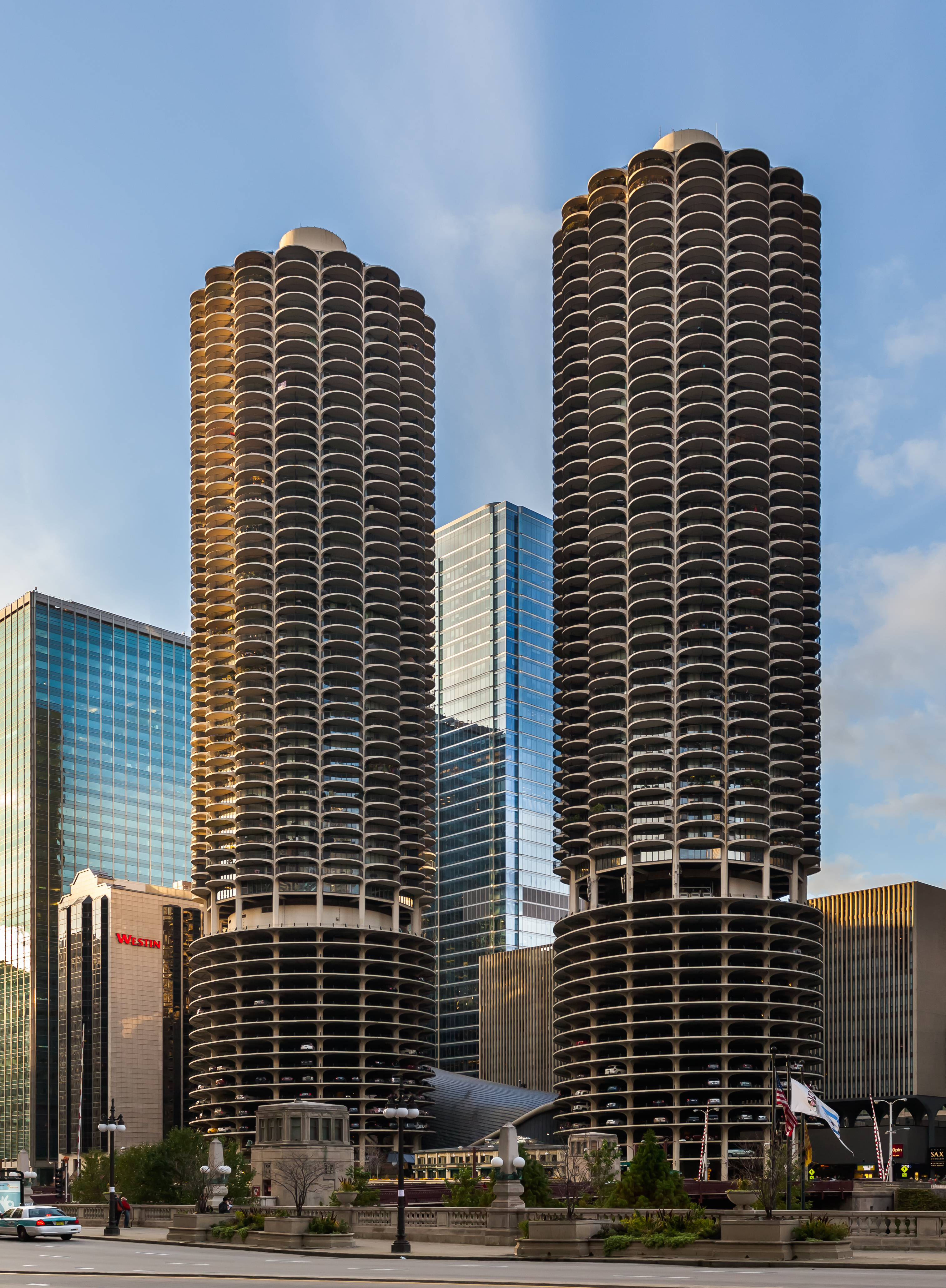
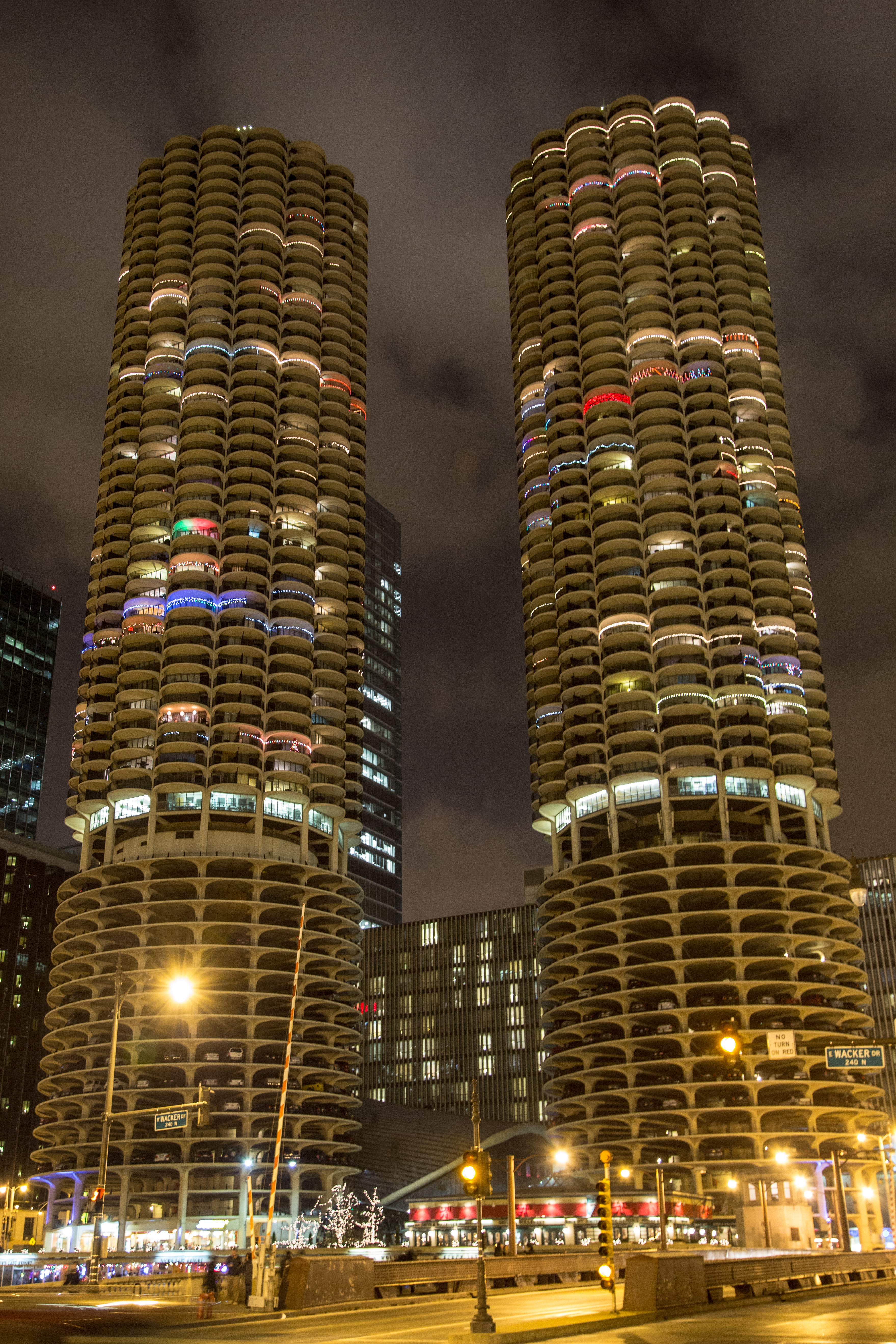
Éjszaka
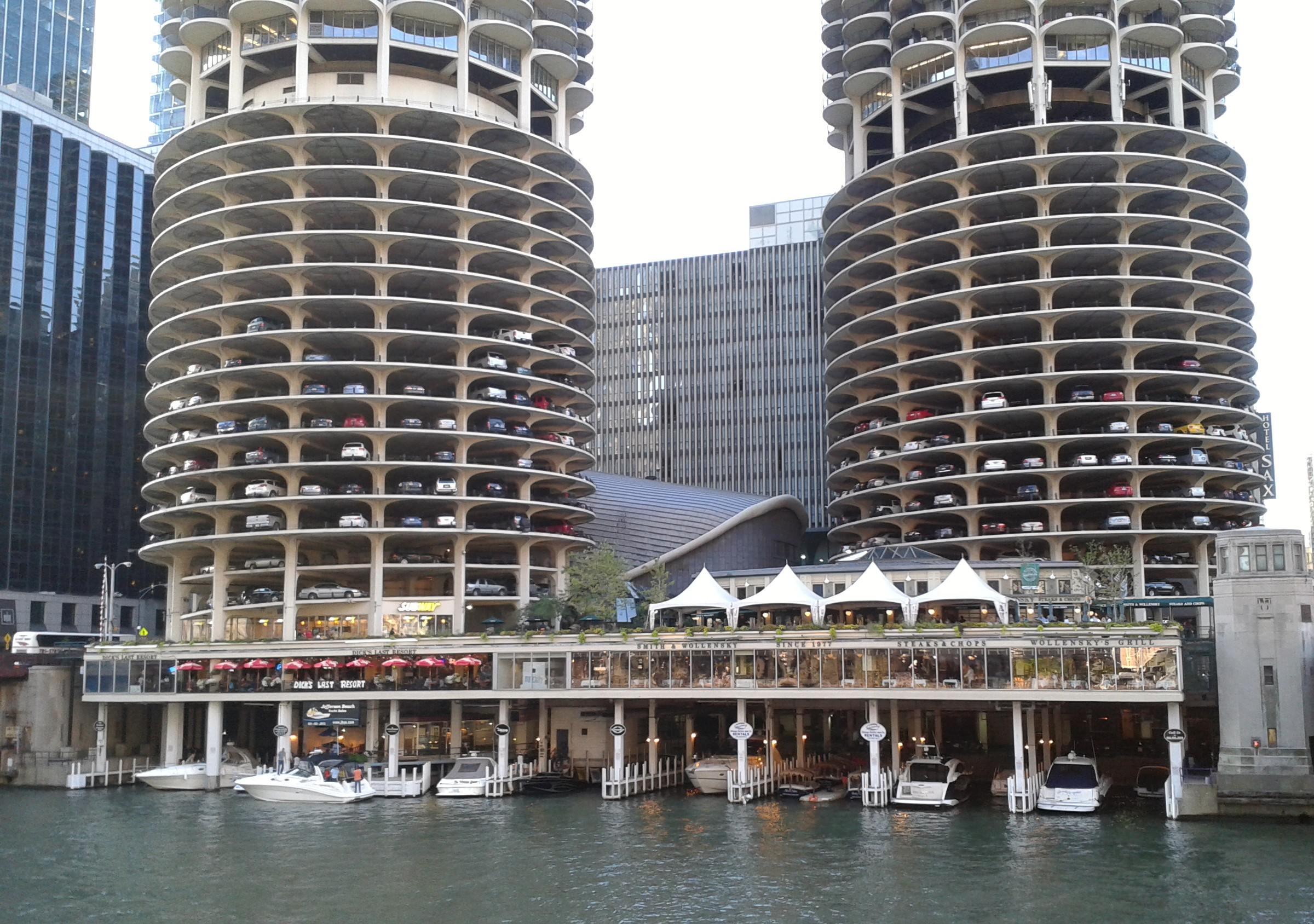
Kikötő
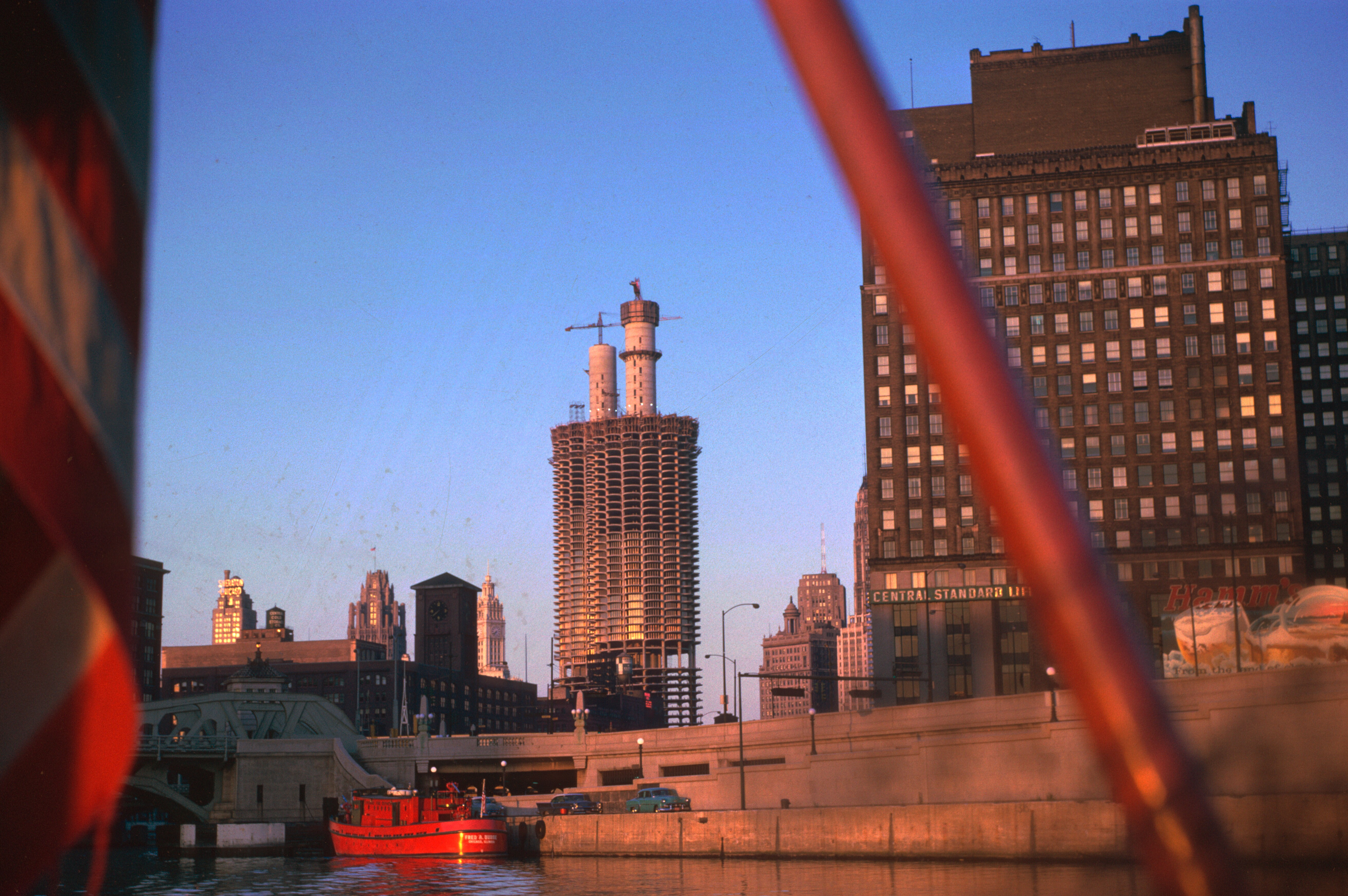
Építése
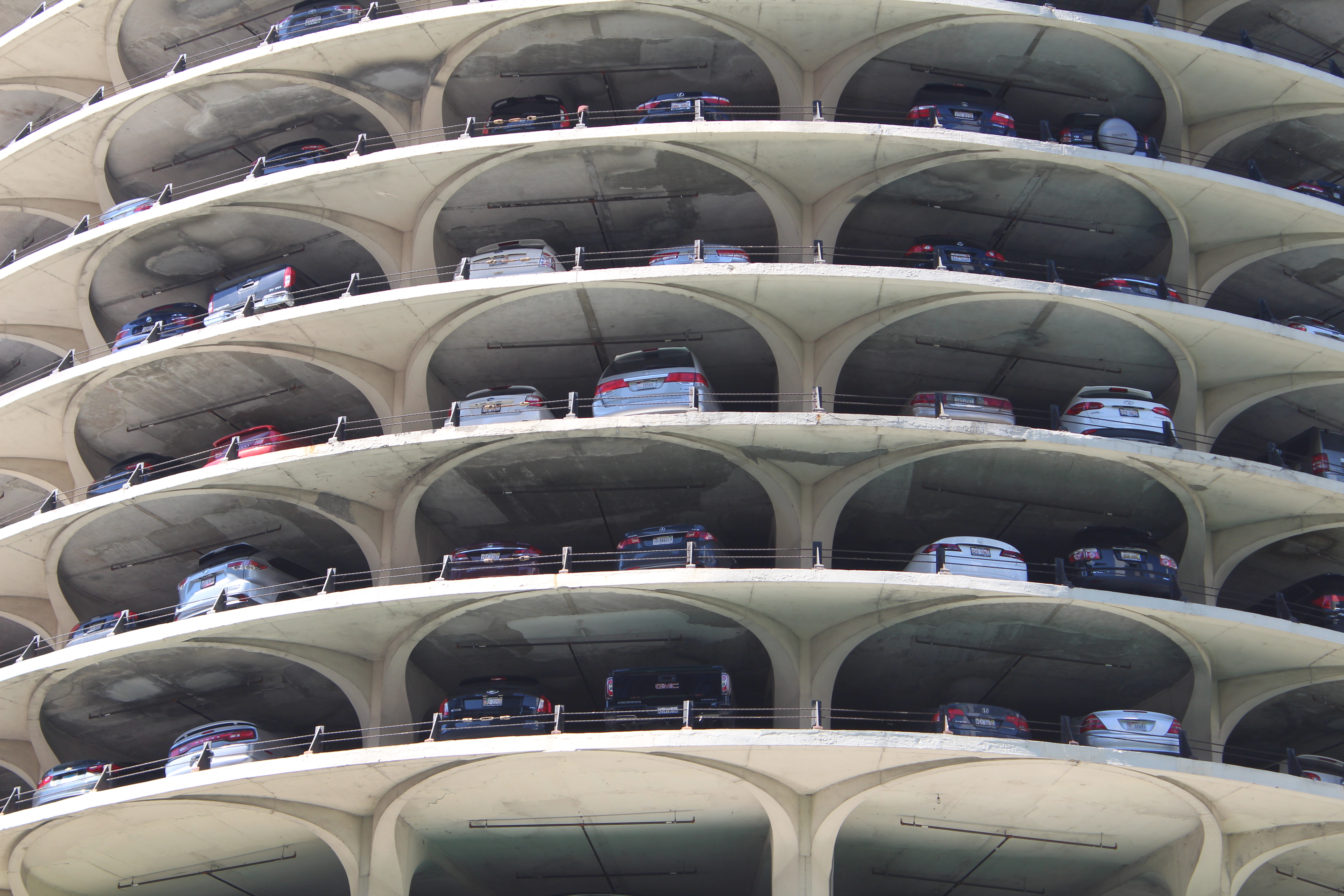
Parkoló autók

## Külső hivatkozások
- A compendium for the most photographed building in Chicago, Marina City - Photos, Floorplans, History, etc. (angolul)
- Marina City (angolul)
- Great Buildings - Marina City
- Galinsky - Marina City (angolul)
- Lecture by Goldberg with blueprints and construction photos
- Marina City review by a+t magazine